# Sonic Chronicles: The Dark Brotherhood
Sonic Chronicles: The Dark Brotherhood (яп. ソニッククロニクル 闇次元からの侵略者 Соникку Куроникуру Ями Дзигэн кара но Синрякуся, с англ. — «Хроники Соника: Тёмное Братство») — первая компьютерная ролевая игра серии Sonic the Hedgehog. Для компании-разработчика BioWare это первый проект, созданный для портативной консоли. Релиз состоялся только для Nintendo DS в сентябре 2008 года в Австралии, Европе и Северной Америке, и в августе 2009 года — в Японии.
Действие игры происходит в мире Соника. По сюжету главный злодей серии, доктор Эггман, после очередной битвы с ежом потерпел поражение и, предположительно, погиб. После этого главный герой, находясь в отдыхе на Южном Острове, получает от Тейлза информацию, в котором он сообщает, что Наклз был похищен неизвестным ему кланом Ноктюрнус. Соник со своей командой объединяются с военной организацией G.U.N для того, чтобы найти друга.
Создание Sonic Chronicles: The Dark Brotherhood началось в 2006 году. Разработка продолжалась два года. В роли консультантов принимали разработчики из Sonic Team. После выхода игра была положительно оценена критиками. Им понравился эксперимент по созданию игры про Соника в жанре ролевой игры, но из недостатков называли сюжет и боевую систему.

## Игровой процесс

Эпизод боя на уровне «Central City». На нижнем экране происходит сама битва, тогда как на верхнем отображаются статистические данные о персонажах и ходе боя

Sonic Chronicles: The Dark Brotherhood выполнена в изометрической графике. Существует два вида геймплея: исследование и бой. Первый режим является большим уровнем с открытым игровым миром, и разделён он на 13 зон («Green Hill», «Central City», «Mystic Ruins», «Blue Ridge», «Metropolis», «Angel Island», «Ground Zero», «Kron Colony», «N’rrgal Colony», «Zoah Colony», «Voxai Beta», «Voxai Alpha» и «Nocturne»). Здесь можно изучать окрестности, разговаривать с неигровыми персонажам, собирать бонусы для дополнительных способностей и кольца, которые служат альтернативой очков жизни. При обнаружении на уровне врага, игра плавно переходит к бою. Игрок использует либо обычные атаки, либо специальные (через систему «Power Moves», сокращённо — «POW Moves»). Если в бою участвуют несколько персонажей, они могут применить командное нападение. После победы игрок получает очки опыта, или, в случае необходимости, происходит восстановление жизни. По мере прохождения у героев повышаются боевые характеристики, позволяя им эффективнее и быстрее побеждать врагов. Сами персонажи разделены на три класса: у персонажей класса «Power» акцент делается на боевых приёмах, в «Support» персонаж совершает небольшие атаки и помогает команде быстрее уничтожить врага, а «Shifter» балансирует между первыми двумя классами. Управление игрой осуществляется стилусом.
В Sonic Chronicles: The Dark Brotherhood представлена система разведения маленьких зверьков по имени чао. Они вылупляются из яиц, которые можно найти на Полях приключений. Игрок по уровням собирает их, и отправляет в чао-сад. Существуют несколько видов чао, и каждый из них имеет свои определённые способности. Их возможности применяются для повышения сил главных героев. Маленьких зверьков можно продавать или покупать у жителей города, или обмениваться ими с другими игроками через Wi-Fi.

## Сюжет
Сюжет Sonic Chronicles: The Dark Brotherhood разделён на десять глав. События игры происходят в мире Соника. Ёж, вместе с организацией G.U.N и своими друзьями, совершает нападение на крепость доктора Эггмана. В итоге воздушный корабль-крепость получает серьёзные повреждения и терпит крушение в городе Метрополис (англ. Metropolis). Главным героям удаётся выбраться заранее, но Эггман оказывается завален обломками на земле. После этого Соник, находясь на отдыхе, получает звонок от Тейлза, который сообщает, что ехидна Наклз и Изумруды Хаоса были похищены некими Мародёрами (англ. Marauders). Соник со своими друзьями вновь объединяются с организацией G.U.N для поисков своего друга. По пути в Центральный город на команду нападают разъярённые животные, а у моста они встречают одного из Мародёров, который не пропускает никого. В диалоге он упоминает о некой Шейд. После победы над врагом недалеко от лаборатории Тейлза появляется старый робот Эггмана.
Военные в это время патрулируют территорию острова Ангелов. Тейлз собирает коммуникатор и локализирует Наклза, в этот момент убегающего от роботов в Мистических руинах. Но остров Ангелов вскоре исчезает. Команда считает, что к этому событию причастен Эггман. Благодаря Крим и доктору Мэддену, главные герои находят сначала три излучателя, из-за которых жители и становились агрессивными, а потом и самого злодея. Он сообщает, что главная база Мародёров расположена в городе Метрополис. Направляясь туда, команда по пути встречает ехидну Шейд, которая сообщает, что все Мародёры принадлежат к клану Ноктюрнус (англ. Nocturnus), и все они захотели вернуться в мир Соника. Соник и Наклз уже в городе и направляются на остров Ангелов, чтобы добраться до Мастера Изумруда раньше, чем это сделает клан Ноктюрнус; Эггман и Тейлз создают оружие против клана. Ёж и ехидна сталкиваются с великим императором Пир’Осом Иксом. Он раскрывает свой план захвата измерения и крадёт Мастер Изумруд. Остров Ангелов начинает падать на Метрополис. Шейд потрясена действиями своего правителя и, чтобы исправить свою вину, начинает помогать Сонику.
Тейлз и Эггман строят корабль «Циклон», который перенесёт команду в измерение «Twilight Cage». Доктор хочет остаться в мире Соника, чтобы обеспечить безопасное возвращение домой, но как только команда улетает, Эггман задумывает коварный план. Из-за поломки главные герои попадают в колонию Крон, где живут камнеподобные инопланетяне. После незначительных происшествий с местными жителями, Соник и его друзья направляются к старшине Крэгу. Он просит гостей помочь освободить от ехидн фабрику за вознаграждение — Изумруд Хаоса. Починив корабль, Тейлз узнаёт, что в каждой колонии есть по одному изумруду. Затем они вместе встречают колонию инопланетян Н’рргал, которые дадут команде свой камень за возвращение оружия из рук их врагов Зоа. В противном случае гостей ждёт смертная казнь. После выполнения задания главные герои обнаруживает, что это оружие — другой Изумруд Хаоса, и обе расы начинают понимать план Икса — заставить их воевать друг с другом. Два Изумруда позже находятся в колониях Воксэй, где расположена крепость императора клана Ноктюрнус.
Команде остаётся собрать два последних камня. Все лидеры встреченных ранее колоний собираются и с трудом разрабатывают план вторжения в крепость. Разделившись на две команды, они побеждают двух гизоидов, каждый из которых использует Изумруд Хаоса для управления элементами огня и воды, а также ослабляют силовое поле, защищающее Ноктюрн от атаки других колоний. Обе команды сражаются с Иксом и побеждают. Император использует Мастер Изумруд для трансформации в супер-форму, но синий ёж использует Изумруды Хаоса, чтобы стать Супер Соником, и побеждает его. Когда Ноктюрн начинает падать и уже почти уничтожен, команда бежит к Циклону и отправляется обратно на Землю. Вернувшись в Метрополис, они встречают ожидавшего их Эггмана, восстановившего свой город. Команда пытается на Циклоне противостоять новой империи доктора.

## Разработка и выход игры
Идея создания игры про Соника в жанре ролевой игры принадлежит бывшему директору американского подразделения Sega Саймону Джеффри. Разработка Sonic Chronicles: The Dark Brotherhood началась в 2006 году. Это был первый проект компании BioWare, разработанный для портативной консоли, и в её создании приняло участие 30 человек, ранее работавших над Baldur’s Gate, Neverwinter Nights и Jade Empire. Дизайнеры из Sonic Team выступили в роли консультантов. Так как большинство сотрудников BioWare были поклонниками Соника, они хотели расширить серию, создав сильный сюжет и оригинальных персонажей. Система диалогов была заимствована из другого проекта компании, также находившегося в разработке — Dragon Age: Origins. Разработчики хотели создать игру, которая получила бы рейтинг E («для всех возрастов») от организации Entertainment Software Rating Board.
Игровой процесс сконцентрирован на сюжете и персонажах, боях, усовершенствовании навыков и исследованиях. При создании игрового мира сотрудники решили использовать локации из старых игр серии Sonic the Hedgehog. Музыка была написана Стивом Симом и Ричардом Джейксом, причём последний уже и ранее принимал участие в работе над играми от Sega. В марте 2008 года издатель проводил опрос, в котором было выбрано имя враждебной инопланетной расы, которая появится в сюжетной линии. Голосование состоялось 4 марта того же года на сайте Sonic City. Имя расы было выбрано Зоа, в честь одноимённого города в Panzer Dragoon Saga.
Анонс ролевой игры про Соника состоялся в феврале 2008 года. Sonic Chronicles: The Dark Brotherhood демонстрировалась на выставках E3 Media and Business Summit, Penny Arcade Expo и Games Convention, а также на мероприятии Summer of Sonic. В магазине GameStop покупатели, сделавшие предварительный заказ игры, получали стилусы, украшенные небольшими фигурками Соника, Наклза и Шейд; в австралийском EBGames продавался кейс для консоли Nintendo DS. Релиз Sonic Chronicles: The Dark Brotherhood состоялся 25 сентября 2008 года в Австралии, 26 сентября в Европе, 30 сентября в Северной Америке, и 6 августа 2009 года в Японии.

## Оценки и мнения
| Сводный рейтинг       | Сводный рейтинг |
| Агрегатор             | Оценка          |
| --------------------- | --------------- |
| GameRankings          | 74,12 %         |
| Game Ratio            | 76 %            |
| Metacritic            | 74/100          |
| MobyRank              | 74/100          |
| Иноязычные издания    |                 |
| Издание               | Оценка          |
| 1UP.com               | A               |
| AllGame               | [ 29 ]          |
| Edge                  | 6/10            |
| Eurogamer             | 7/10            |
| Famitsu               | 28/40           |
| G4                    | 4/5             |
| Game Informer         | 8,5/10          |
| GamePro               | [ 34 ]          |
| GameRevolution        | B-              |
| GameSpot              | 6,5/10          |
| GameSpy               | [ 37 ]          |
| GamesRadar+           | 8/10            |
| GameTrailers          | 6,8/10          |
| IGN                   | 6,5/10          |
| Nintendo Power        | 8/10            |
| Nintendo World Report | 6/10            |
| ONM                   | 93 %            |
| PALGN                 | 6,5/10          |
| VideoGamer            | 8/10            |
| Русскоязычные издания |                 |
| Издание               | Оценка          |
| «Страна игр»          | 7/10            |

После выхода игра получила в целом положительные отзывы от критиков. Средняя оценка, полученная от сайта Metacritic, составляет 74 балла из 100 возможных. Сходная статистика опубликована и на GameRankings — 74,12 %. Высокие оценки поставили сайты GamesRadar, Game Informer, G4, Nintendo Power и Official Nintendo Magazine, средние — IGN, PALGN и GameSpot. На август 2009 года по всему миру было продано около 700 тысяч копий игры. На японском рынке лишь две тысячи покупателей приобрели Sonic Chronicles: The Dark Brotherhood в первую неделю после выпуска. В 2010 году Official Nintendo Magazine устроил опрос на тему самой лучшей игры на Nintendo DS, в котором Sonic Chronicles: The Dark Brotherhood заняла 31 место. В 2012 году Sonic Chronicles: The Dark Brotherhood была включена в список «Лучших игр для DS» от сайта GamesRadar.
Большинство критиков были удивлены, что Sonic Chronicles: The Dark Brotherhood не похожа на другие проекты компании BioWare. Вместо этого создатели внесли в игровой процесс немного разнообразия, но он смело копирует элементы классических японских ролевых игр. Эксперимент по переходу Соника в новый жанр положительно оценила Шива Стелла из GameSpot, но несколько разочаровалась из-за отсутствия сильного сюжета и невысокого уровня сложности. Обозреватели из GamePro и PALGN предположили, что путём упрощения геймплея игра предназначена для молодых пользователей. Брайан Фор назвал Sonic Chronicles: The Dark Brotherhood «конкурентом» Super Mario RPG 1996 года от компании Square. Тем не менее он рекомендовал игру тем, кто хочет поиграть в хорошую компьютерную ролевую игру на Nintendo DS.
Боевая система получила смешанные отзывы. Сражения по большей части не сложны, но проходят долго. Некоторые персонажи и их приёмы бесполезны: например у Руж эффективна только одна специальная атака, а Тейлз, вместо прямого нападения, может только оглушать противника. А если у игрока не получится атаковать врага, то все комбо-приёмы «идут в мусорную корзину». Для представителя сайта GamesRadar система «Power Move» показалось идеальной для жанра RPG. Вопросы возникали и насчёт управления персонажем с помощью стилуса. Для некоторых обозревателей это показалось плюсом, упрощавшим прохождение, для других — недостатком, который не подходит для игр с участием ёжика Соника. Полезным дополнением критики посчитали возвращение из Sonic Adventure чао. Шива Стелла назвала поиск и разведение маленьких зверьков куда более интересными занятиями, чем прохождение боёв.
Разные мнения у журналистов были насчёт сюжета игры. Представителю Nintendo World Report понравилась история, и он выразил надежду на скорый выпуск сиквела. Журналист издания GamePro назвал сюжет интересным и берущим вверх над игровым процессом. Размышления о продолжении присутствовали в обзоре Райана Скотта из 1UP.com: он надеялся на сохранении ответвления серии после того, как компания-разработчик была приобретена Electronic Arts. Совершенно противоположное мнение оставил Дэн Уайтхед из Eurogamer. Он был разочарован в «позорном» сюжете, потому что BioWare здесь могла развернуться на полную катушку. Он раскритиковал дружеские отношения между Соником и Шэдоу, так как в предыдущих частях серии они были соперниками или врагами. Алексей Голубев из «Страна игр» писал, что сценарий Sonic Chronicles: The Dark Brotherhood прямолинеен и лишён оригинальности, а диалоги и шутки и так тянут его на дно. «Уберите с экрана хорошо знакомого главного героя — и опознать, какой игре принадлежит симпатичная картинка, уже окажется невозможным», — добавил он. С этим утверждением не согласился представитель из GameSpy. В своём обзоре он похвалил сюжетную линию, и заметил, что она поначалу кажется затянутой, но по мере прохождения игрок будет читать много диалогов, которые в отдельных моментах, возможно, даже рассмешат.
Из плюсов критики отмечали качество графики и окружающую среду. Фоны и иллюстрации персонажей, которые используются в диалогах, смотрятся обозревателям мило и приятно. Но игровой мир, несмотря на яркость и красочность, лишён индивидуальности. Музыкальное сопровождение, несмотря на заимствование ряда мелодий из старых частей серии, положительно оценили сайты IGN и Nintendo World Report. Журналист из PALGN хотел бы слышать мелодии и звуковые эффекты на своей консоли более высокого качества, а в Game Revolution выдвинули версию, что саундтрек создавался при помощи синтезатора и консервной банки.

### Влияние
После выхода появилась информация, что BioWare уже начали разработку продолжения для новой консоли Nintendo 3DS. Однако эти слухи не подтвердились: ещё в 2007 году компания-разработчик была куплена Electronic Arts, а руководитель филиала Sega of America Саймон Джеффри, благодаря которому игра появилась, был уволен. Кроме того, Кен Пендерс, сценарист комиксов Sonic the Hedgehog до 2006 года, подал в суд на Sega и Electronic Arts, а также на Archie Comics, за нарушение авторских прав. По словам истца, компании без его разрешения использовали персонажей и сюжетные линии комиксов, созданные им, в Sonic Chronicles: The Dark Brotherhood. В 2013 году претензии Пендерса были отклонены, но он мог обжаловать решение суда по иску против игровых издателей.
Сюжет Sonic Chronicles: The Dark Brotherhood был адаптирован в № 191 комиксов Sonic the Hedgehog от Archie Comics. В Японии по мотивам игры была издана манга от Dengeki Nintendo DS. C 2008 года издательством Prima Games выпускались книги, где содержалось руководство и дополнительная информация по игре. Ноктюрн появился в одном из уровней игры Mario & Sonic at the Olympic Winter Games для Wii.